# Phoradendron bahiense
Phoradendron bahiense är en sandelträdsväxtart som beskrevs av Kuijt. Phoradendron bahiense ingår i släktet Phoradendron och familjen sandelträdsväxter. Inga underarter finns listade i Catalogue of Life.